# Ursinia coronopifolia
Ursinia coronopifolia là một loài thực vật có hoa trong họ Cúc. Loài này được (Less.) N.E.Br. miêu tả khoa học đầu tiên.